# Politični komisar
Polítični komisár je bil naziv za častnika, ki ga je v vojaško enoto imenovala komunistična partija. Njegove temeljne naloge so bile širjenje komunistične propagande med vojaki, ideološki nadzor in zagotavljanje, da vojaški poveljniki izvršujejo politiko komunistične partije. Prve politične komisarje so v vojaške enote Rdeče armade v času 
oktobrske revolucije leta 1917 imenovali boljševiki pod vodstvom Lenina. Politične komisarje so v vojsko vpeljale vse komunistične vojaške enote, v različnih državah sveta. V času NOB so imele partizanske enote dodane političnega komisarja, ki je bil po vojaškem rangu podrejen poveljniku, toda po politični liniji ga je preglasil in je lahko spremenil oz. celo preklical njegove ukaze. Tedaj so političnim komisarjem rekli tudi krajše politkomisar.